# Comarque de Alhama
 (mars 2025).
Si vous disposez d'ouvrages ou d'articles de référence ou si vous connaissez des sites web de qualité traitant du thème abordé ici, merci de compléter l'article en donnant les références utiles à sa vérifiabilité et en les liant à la section « Notes et références ».
La comarque de Alhama est une comarque appartenant à la province de Grenade en Espagne.
Liste des communes de la comarque de Alhama :
- Agrón
- Alhama de Granada
- Arenas del Rey
- Cacín
- Chimeneas
- Escúzar
- Fornes
- Játar
- Jayena
- La Malahá
- Santa Cruz del Comercio
- Ventas de Huelma
- Zafarraya